# Andrzej Holszański
Andrzej Holszański (ukrainisch Андрій Іванович Гольшанський Andrij Iwanowytsch Holschanskyj, russisch Андре́й Ива́нович Гольша́нский Andrei Iwanowitsch Golschanski; † nach 1410) war Fürst von Wjasyn und (wahrscheinlich) Statthalter von Kiew.

## Leben
Andrzej kam aus der Familie Holszański. Sein Vater war Iwan Holszański. Sein Geburtsjahr ist unbekannt.
1371 war er mit anderen Vertretern des Großfürstentums Litauen beim Moskauer Fürsten Dmitri Donskoi. 1401 nahm er teil an der Union von Vilnius und Radom mit Polen.
Andrzej war Statthalter von Kiew 1410. Sein Todesjahr ist unbekannt.

## Ehe und Nachkommen
Andrzej war verheiratet mit Alexandra (um 1380–1426), Tochter von Dmitrij von Druzk und Maria, Tochter von Kęstutis.
Sie hatten drei Töchter:
- Wassilissa (-1448), Ehefrau von Fürst Iwan von Bels (1422 Heirat), Fürst Michail Semjonowitsch (nach 1446–1448)
- Sophia (um 1405–1461), vierte Ehefrau von König Władysław II. Jagiełło (1422 Heirat), Mutter der Jagiellonen
- Maria (-nach 1456), Ehefrau von Fürst Iljas von Moldawien (1425 Heirat)